# Картес, Орасио
Ора́сио Мануэ́ль Ка́ртес Ха́ра (исп. Horacio Manuel Cartes Jara, род. 5 июля 1956) — парагвайский бизнесмен, политический и государственный деятель. Председатель правой партии «Национальная республиканская ассоциация» (ANR, также известной как «Колорадо») с 10 января 2023 года. Президент Парагвая с 15 августа 2013 года (избран на этот пост 21 апреля 2013 года) по 28 мая 2018 года.

## Биография
Занимается бизнесом, связанным с табаком, напитками и мясной продукцией, ему принадлежит около 12 фирм. В 1989 году Картес был осуждён за финансовые махинации, но впоследствии обвинение было снято. В 2000 году полиция задержала в его поместье самолёт, гружёный наркотиками (марихуаной и кокаином), но Картес избежал наказания, утверждая, что самолёт совершил экстренную посадку.
В апреле 2013 года Орасио Картес победил на президентских выборах
Одним из главных направлений деятельности Картеса стала борьба с левыми партизанами из Армии парагвайского народа, действующей на севере страны, в одном из беднейших её районов. Для противодействия партизанам были созданы «эскадроны смерти» — специальные подразделения армии и полиции.

## Попытка переизбраться на второй срок
В истории Парагвая уже были случаи, что некоторые президенты как Альфредо Стресснер делали так, что их срок пребывания на посту президента был очень большим. Поэтому в конституцию страны был внесён закон о том, что баллотироваться на должности президента можно только один раз. В 2017 году в верхнюю палату парламента Парагвая был внесён законопроект позволяющий действующему президенту страны Орасио Картесу баллотироваться во второй раз. Законопроект вносился с рядом нарушений. Его возможное принятие вызвало недовольство как известных политиков, так и простых людей. Всё это привело к уличным столкновениям протестующих с полицией; с обеих сторон были раненые. В марте 2017 противники Картеса начали строить баррикады возле сената, а потом взяли здание штурмом. После этого они подожгли кабинеты конгрессменов голосовавших за изменения в конституцию. После этих событий спикер нижней палаты парламента Парагвая заявил, что заседание в субботу, 1 апреля 2017 года, где должен был решаться вопрос о принятии законопроекта, не состоится.
26 января 2023 года попал под санкции США за «участие в безудержной коррупции, подрывающей демократические институты в Парагвае».

## Награды
- Орден Заслуг (Чили) (2016)[7]